# درام (ساز)
درام کیت (به انگلیسی: Drum Kit) که درام‌سِت یا درام نیز خوانده می‌شود، مجموعه‌ای از طبل‌ها و دیگر سازهای کوبه‌ای (به‌طور معمول سنج) است که توسط یک نوازنده و با استفاده از دو چوبک طبل نواخته می‌شود و پدال‌هایی از طریق حرکت پا نواختن بیس درام (به انگلیسی: Bass Drum) و سنج های-هت را کنترل می‌کنند. یک درام‌ست ترکیبی از چندین طبل (که به صورت کلاسیک به عنوان پوست‌صداها، از ردهٔ دو سیستم دسته‌بندی هورن‌بوستل-زاکس شناخته می‌شوند) و خودصداها (به صورت خاص سنج‌ها) است. با این‌حال یک درام‌ست می‌تواند دارای اجزای دیگری همچون بلوک چوبی یا زنگوله (که در سطح ۱ سیستم دسته‌بندی هورن‌بوستل-زاکس قرار دارد) باشد. با ورود به دهه نخست هزاره سوم میلادی، برخی از درام‌ست‌ها به سازهای الکترونیکی (که در سطح ۵۳ سیستم هورن‌بوستل-زاکس قرار دارند) مجهز شدند. همچنین در این دوران هر دو حالت درام‌ست‌های دوگانه (ترکیبی از سازهای آکوستیک و الکترونیک) و تماماً الکترونیک مورد استفاده آهنگسازان قرار می‌گیرند.
یک درام‌ست استاندارد (برای یک نوازندهٔ راست دست)، طبق همان چینشی که در موسیقی‌های عامه‌پسند مورد استفاده قرار می‌گیرد، دارای اجزای زیر است:
- یک طبل کوچک (به انگلیسی: Snare Drum) که برروی یک پایه و در میان زانوهای نوازنده قرار می‌گیرد و توسط چوبک طبل نواخته می‌شود.
- یک طبل بزرگ (به انگلیسی: Bass Drum) که توسط یک پدال و با پای راست نواخته می‌شود.
- یک یا چند تام-تام که توسط چوبک طبل یا فرچهٔ مخصوص درام‌ست نواخته می‌شود. (اغلب درام‌ست دارای سه تام-تام است)
- یک سنج های-هت (دو سنج که برروی یک پایه و روی همدیگر نصب شده‌اند)، که توسط چوبک نواخته شده و از طریق پدال مربوطه از هم باز و بسته می‌شود. حرکت باز و بسته نمودن های-هت نیز موجب ایجاد صدا می‌شود و در نواختن موسیقی مورد استفاده قرار می‌گیرد.
- یک یا چند سنج که برروی پایه‌های نصب شده‌اند و به وسیلهٔ چوبک نواخته می‌شوند.

تمام اجزای نامبرده به عنوان سازهای کوبه‌ای با کوک نامعین شناخته می‌شوند، که این امر به آهنگساز اجازه می‌دهد تا قطعات مربوط به درام را از طریق سیستم نت‌نویسی درام ثبت نماید. در حالیکه بسیار از سازها همچون گیتار و پیانو قابلیت نواختن ملودی و آکوردها را دارند، بسیاری از درام‌ست‌ها به خاطر تولید اصوات فاقد زیروبمی از این امکان عاجزند. درام‌ست بخشی از ساختار ریتم آهنگ محسوب می‌شود و در بسیاری از سبک‌های موسیقایی از جمله راک، پاپ، بلوز و جَز مورد استفاده قرار گرفته‌است. دیگر سازهای استاندارد مورد استفاده در ساختار ریتم آهنگ‌ها شامل پیانو، گیتار الکتریک، گیتاربیس، و کیبورد می‌شود.
بسیار از نوازندگان درام، کیت مورد استفاده خود را از ترکیب استاندارد خارج کرده و با گسترش آن، طبل‌ها، سنج‌ها و قسمت‌های کوچک و بزرگ دیگری به آن اضافه می‌کنند. در برخی از سبک‌های موسیقی، استفاده از این الحاقیات لازم است. به عنوان مثال درامرهای راک و متال گاهی از بیس‌درام‌های دوتایی استفاده می‌کنند. برخی دیگر از نوازندگان نیز اجزای اصلی درام‌ست را حذف و ترکیبی به مراتب کوچک‌تر از حالت استاندارد به وجود می‌آورند.

## تاریخچه
پیش از شکل‌گیری درام‌ست، طبل‌ها و سنج‌ها در ترکیب موسیقی نظامی و ارکسترال به صورت جداگانه توسط پرکاشنیست‌های مختلف نواخته می‌شد. در دههٔ ۱۸۴۰ میلادی، نوازندگان پرکاشن شروع به آزمون و خطا در استفاده از پدال به منظور نواختن بیش از یک ساز در آن واحد نمودند. اما این ابزار تا حدود ۷۵ سال پس از اولین استفاده به تولید انبوه نرسید. در دههٔ ۱۸۶۰ نوازندگان شروع به ترکیب طبل‌های مختلف در قالب یک درام‌ست نمودند.
دابل-درامینگ (به انگلیسی: Double Drumming) به گونه‌ای ساخت و پرداخت شده بود که نوازنده را قادر به نواختن طبل با چوبک، و سنج‌ها با کوبش پا می‌نمود. با این رویکرد، طبل بزرگ معمولاً بر ضرب‌های ۱ و ۳ (در ضربآهنگ ۴/۴) نواخته می‌شد. با اینکه این سبک از اجرای سازهای کوبه‌ای در ابتدا برای رژه‌های نظامی طراحی شده بود، رویکرد سادهٔ آن موجب تولد موسیقی رگتایم گردید.

## نوازندگی درام

### جریان اصلی
نوازندگی درام‌ست، چه به عنوان بخشی از ساختار ریتمیک یه آهنگ و چه در قالب یک تکنوازی دارای دو بخش اصلی است:
- جریان اصلی که حس‌وحال یک اثر را از لحاظ ریتمیک تعیین می‌کند و چارچوبی برای شکل‌گیری ساختارهای ریتمیک مختلف در یک اثر ایجاد می‌کند.
- پاساژ درام و دیگر تزئینات موسیقائی که موجب ایجاد تنوع و افزودن حس تازگی به ریتم پرکاشن می‌گردد.

### درام فیل
یک درام فیل (به انگلیسی: Drum Fill) خروجی از یک ساختار ریتمیک تکراری در یک آهنگ است. درام فیل به منظور «پرکردن» فاصلهٔ میان انتهای یک بخش از آهنگ تا بخش بعدی است. درام فیل‌ها از نمونه‌هایی کوتاه و ساده متشکل از چند ضرب تام-تام یا طبل کوچک، تا ریتم‌هایی متمایز برروی سنج های-هت متنوع هستند. درام فیل‌های در برخی موارد به تکنوازی‌هایی کوتاه از درام‌ست تبدیل می‌شوند. گذر از تأثیر درام‌فیل در افزودن زینت و تنوع به قطعات موسیقی، این جملات موسیقائی نقش بسزایی را در آماده‌سازی شنونده برای تغییرات قابل ملاحظه در ساختار موسیقی ایفا می‌کند. نوعی از درام فیل (به انگلیسی معروف به Vocal Cue) جمله‌ای کوتاه است که پیش از شروع صدای خواننده اجرا می‌شود. همچنین درام فیل پایانی با نواختن سنج کرَش برروی اولین ضرب، اغلب به ترجیع بند یا بخش جدید آهنگ منتهی به می‌شود.

## اجزای تشکیل‌دهنده درام‌ست
یک درام ست به‌طور تخمینی به ۴ دستهٔ اصلی از اجزای تشکیل دهنده قابل تقسیم است:
- شکستنی‌ها (به انگلیسی: Breakables): چوبک، سنج‌ها، طبل کوچک، صندلی درامر و گاهی پدال طبل بزرگ
- پوسته‌ (به انگلیسی: Shells): طبل بزرگ، تام-تام
- الحاقیات (به انگلیسی: Extensions): زنگوله، تمبورین، چیمز (به انگلیسی Chimes) و هر ساز کوبه‌ای دیگری که شامل ست استاندارد نیست.
- سخت‌افزارها: پایه‌ها و پدال‌های مورد استفاده

طبل‌کوچک (به انگلیسی: Snare Drum) و سنج‌ها هستهٔ «شکستنی‌ها» در درام‌ست محسوب می‌شوند. از این رو:
- لحن و آهنگ طبل کوچک و سنج در میان نوازنده‌های مختلف با یکدیگر بسیار متفاوت است. اغلب نوازندگان درام با گزیده‌نگری در این رابطه سبک موسیقایی و جنس صدای خاص خود را ایجاد می‌کنند.
- طبل کوچک در اکثر موارد با دیگر اجزای درام‌ست همخونی ندارد. به عنوان مثال در یک درام‌ست که تمام اجزای آن از یک جنس هستند، طبل کوچک از جنس چوب یا فلز انتخاب می‌شود.
- درامرها اغلب زمان زیادی را صرف استفاده از طبل کوچک و سنج‌ها در نوازندگی خود می‌کنند.

| مثال‌های صوتی | مثال‌های صوتی                   | مثال‌های صوتی    |
| سازها        | حالات                          | فایلهای شنیداری |
| ------------ | ------------------------------ | --------------- |
| طبل‌های کوچک  | اجرا با صدای باز               |                 |
| طبل‌های کوچک  | اجرا با صدای بسته              |                 |
| طبل‌های کوچک  | اجرا روی لبه ساز               |                 |
| طبل          | طبل باس با صدای باز            |                 |
| تام-تام      | تام راک                        |                 |
| تام-تام      | تام راک                        |                 |
| تام-تام      | طبل فلور                       |                 |
| جفت سنج      | اجرا با صدای بسته              |                 |
| جفت سنج      | اجرا با صدای باز               |                 |
| جفت سنج      | اجرا با پدال پا با صدای بسته   |                 |
| کراش         | اجرا                           |                 |
| سنج راید     | ضربه روی قوس                   |                 |
| سنج راید     | ضربه روی لبه نزدیک به پایه ساز |                 |
| سنج راید     | ضربه روی لبه بیرونی ساز        |                 |
| ریتم         | ریتم راک با جفت سنج            |                 |
| ریتم         | ریتم راک با سنج راید           |                 |

## نگارخانه

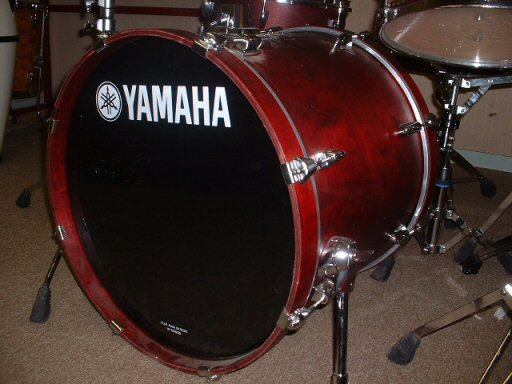
طبل بزرگ
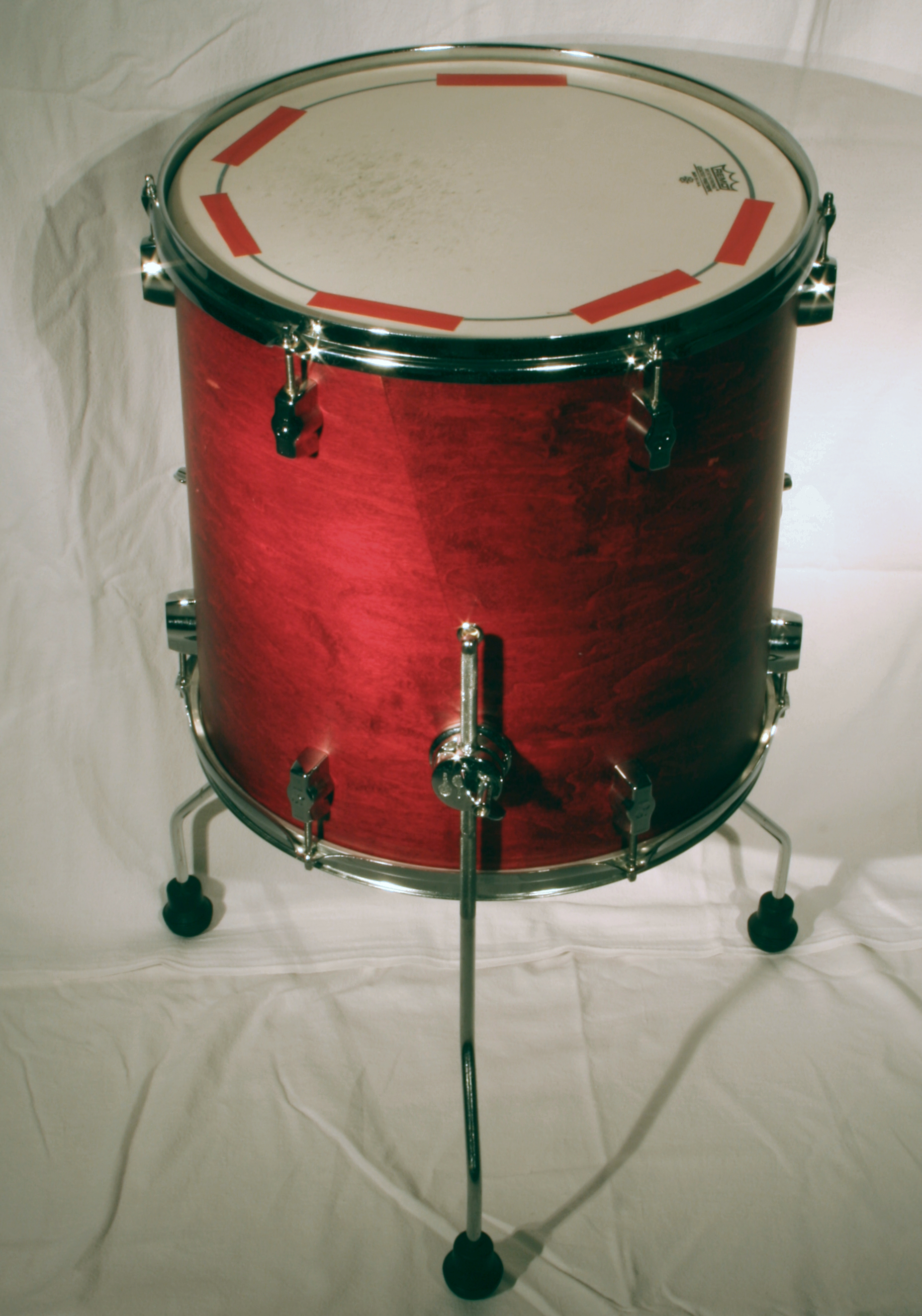
طبل فلور
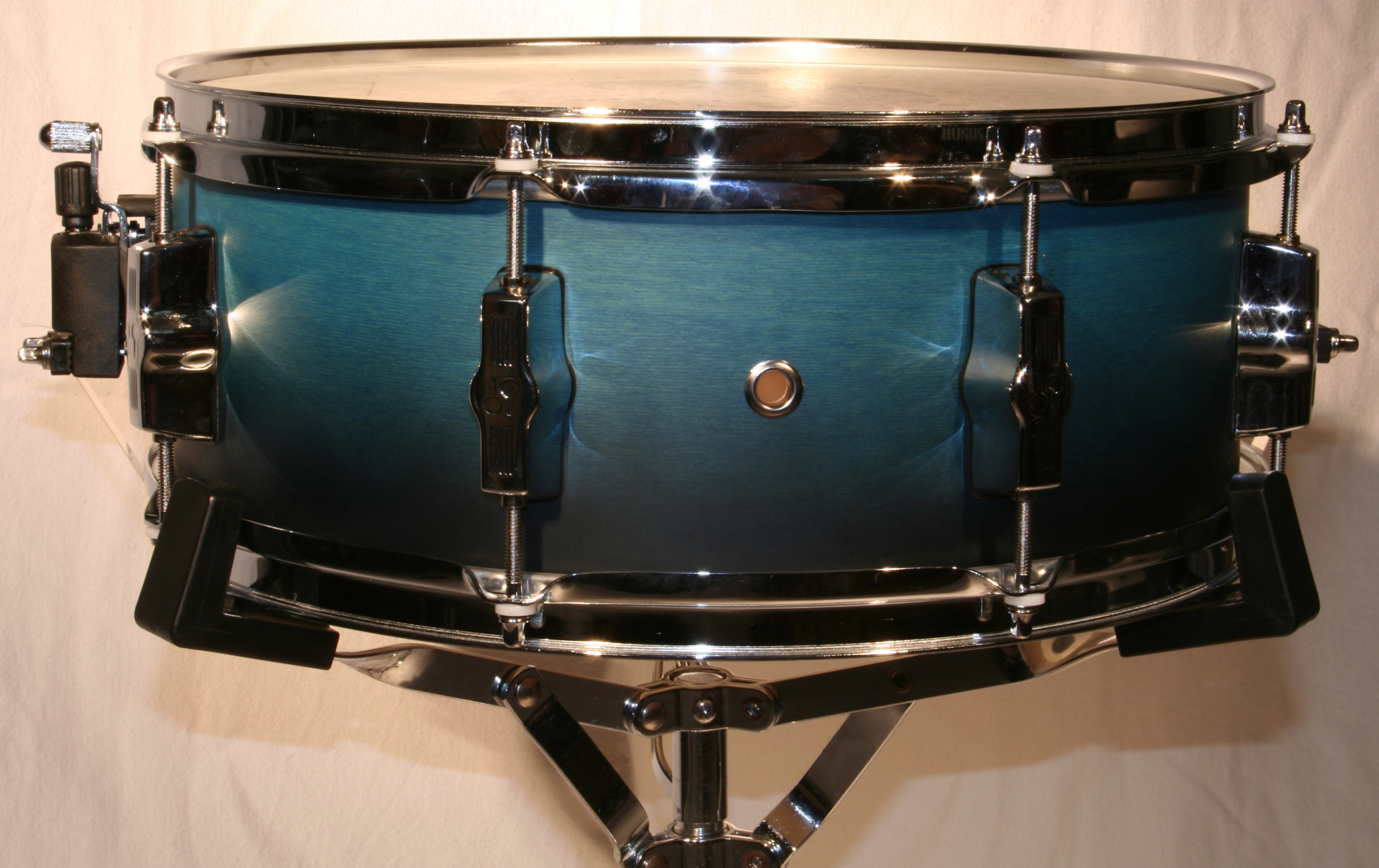
طبل کوچک
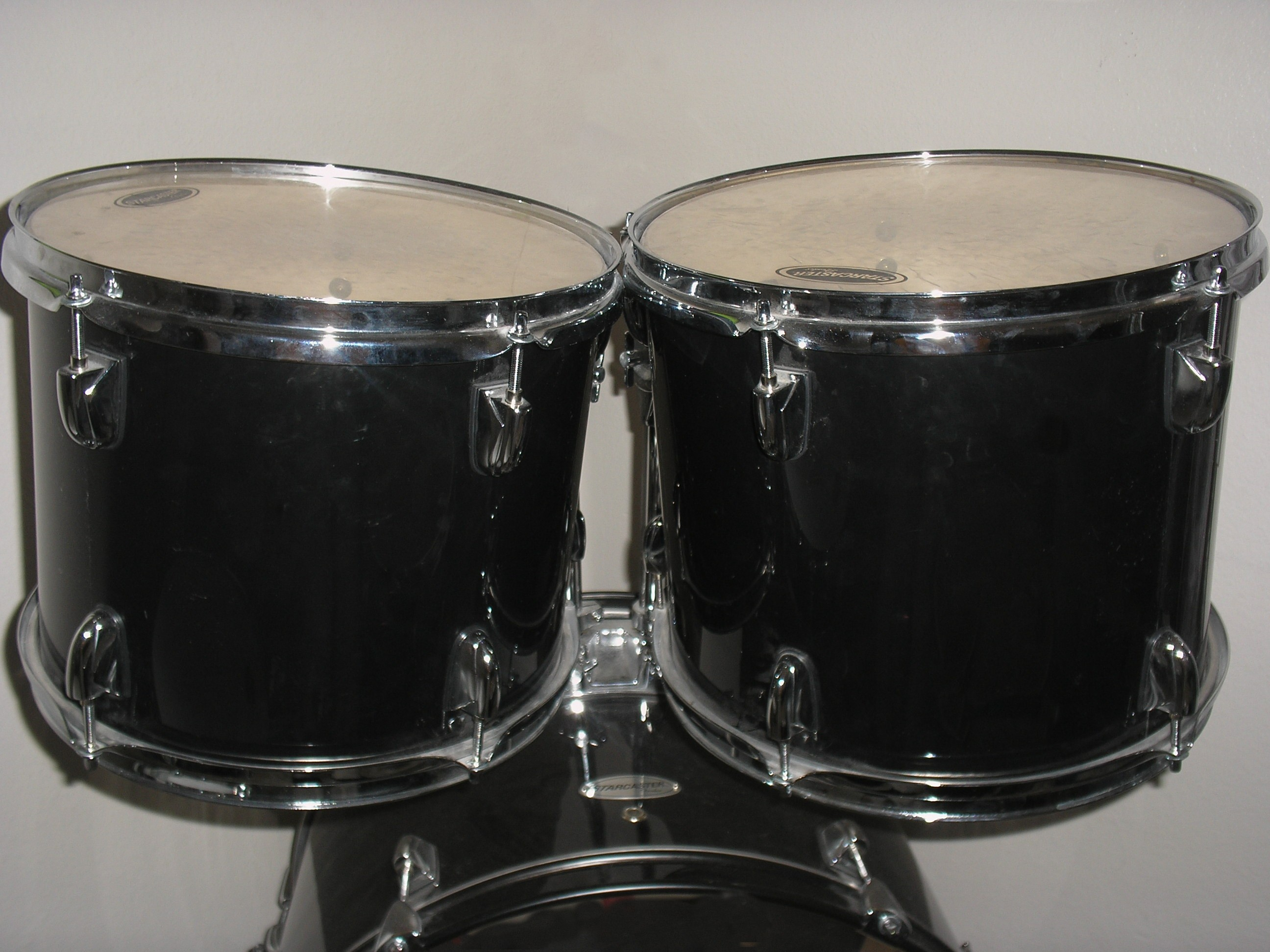
طبل تام-تام
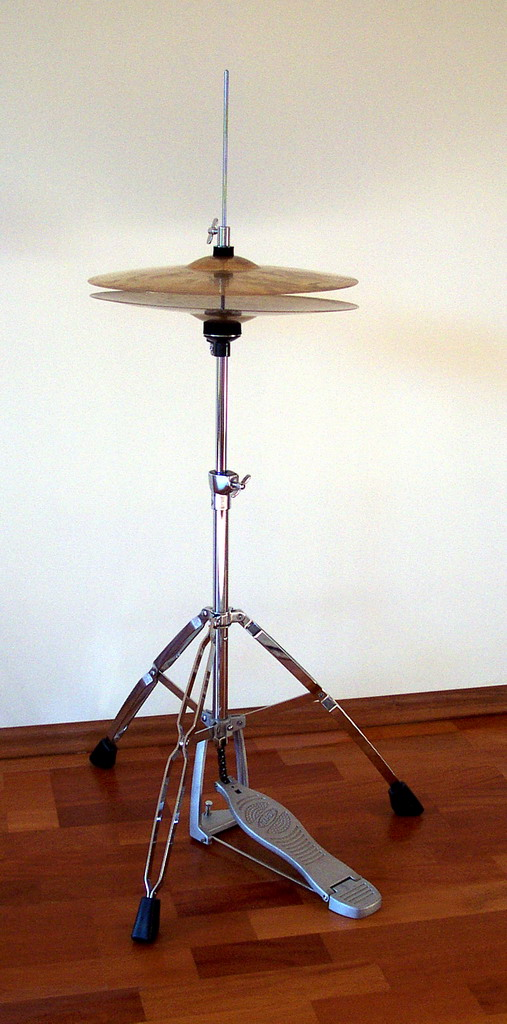
جفت سنج
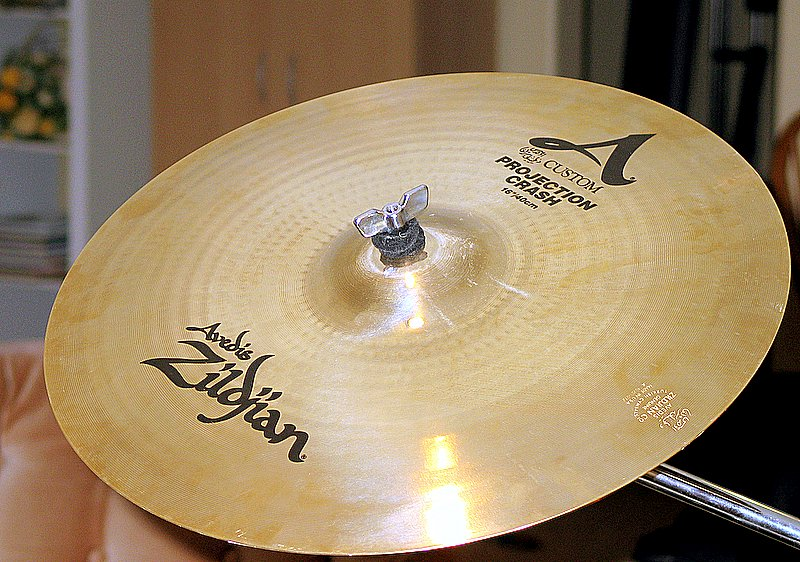
سنج کراش
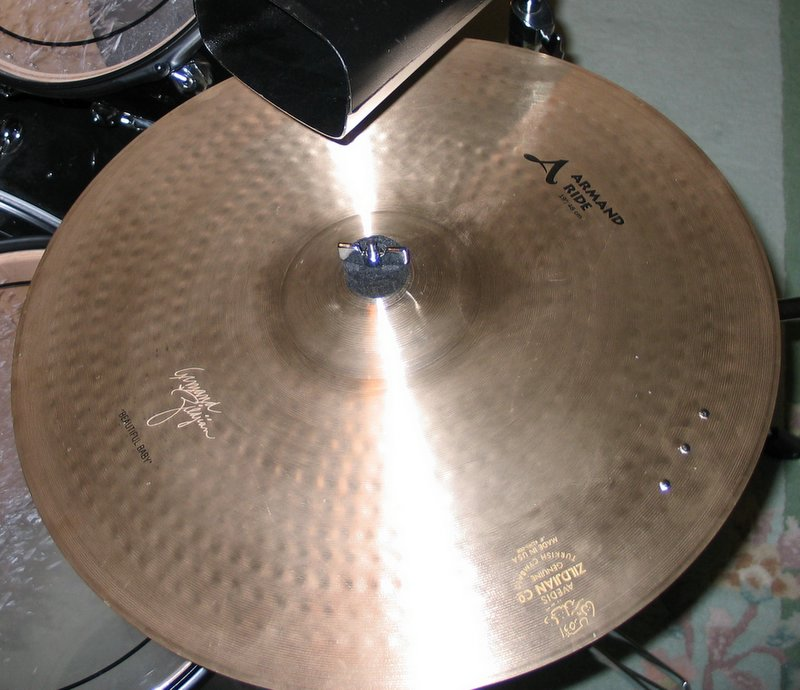
سنج راید
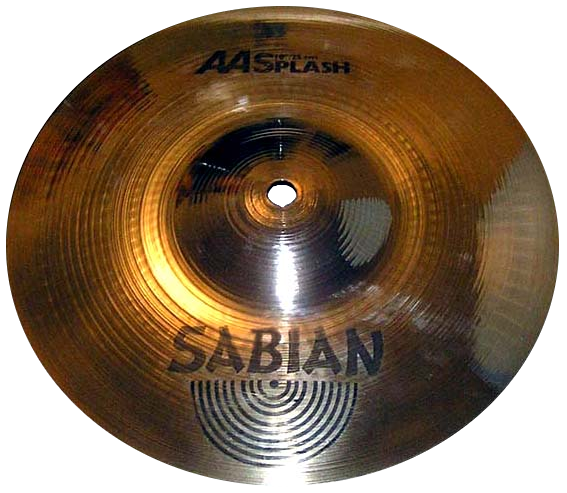
سنج اسپلش
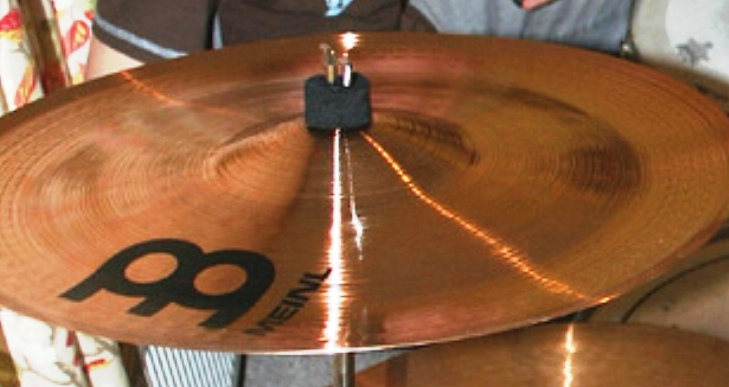
سنج چینی
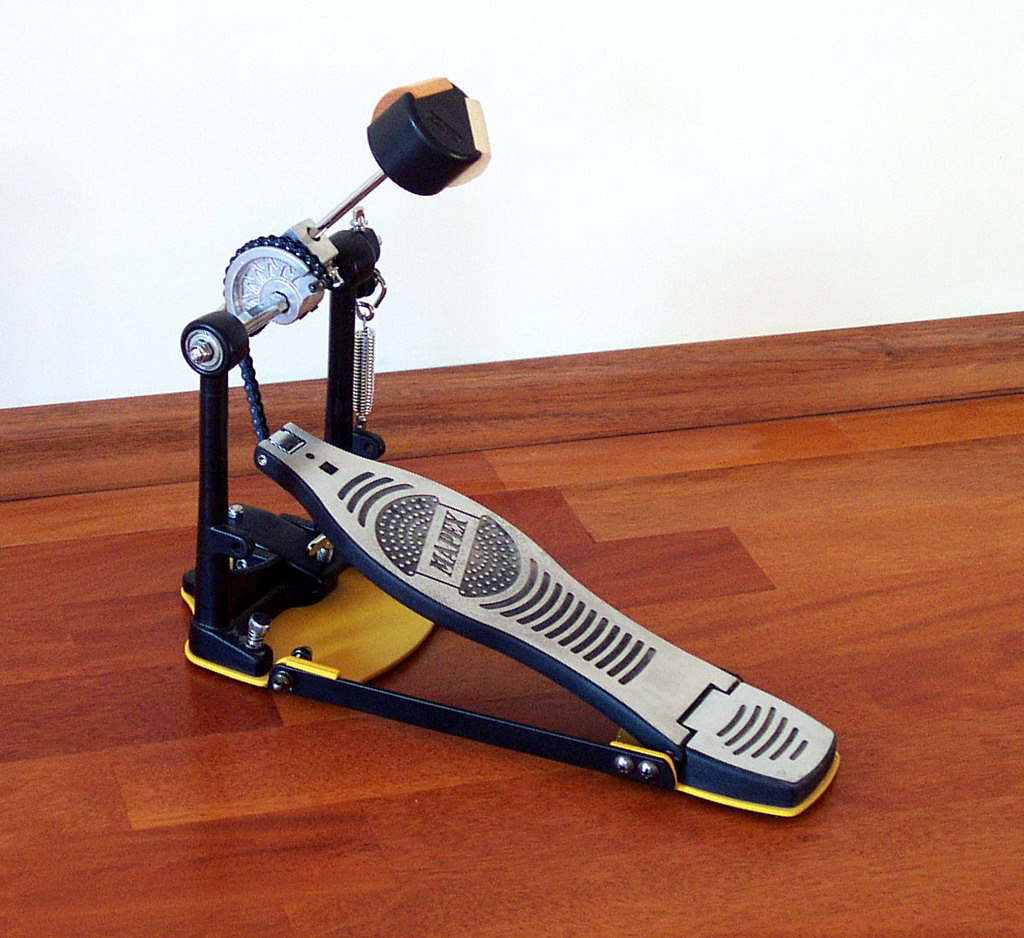
پدال طبل بزرگ
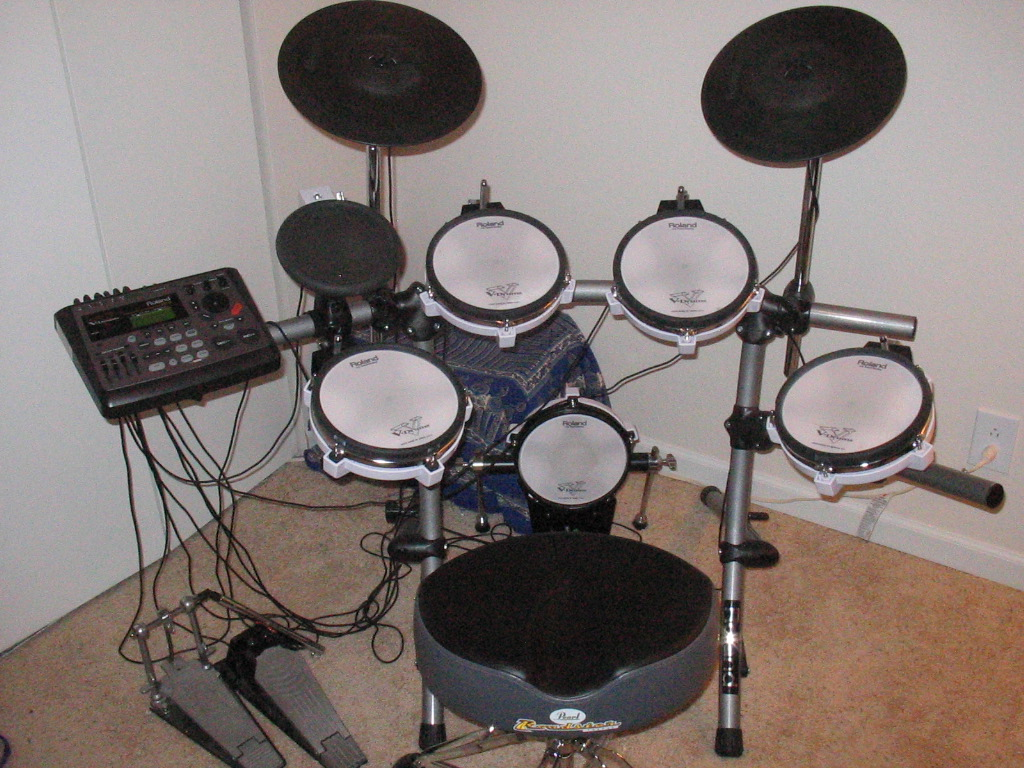
درام الکترونیکی
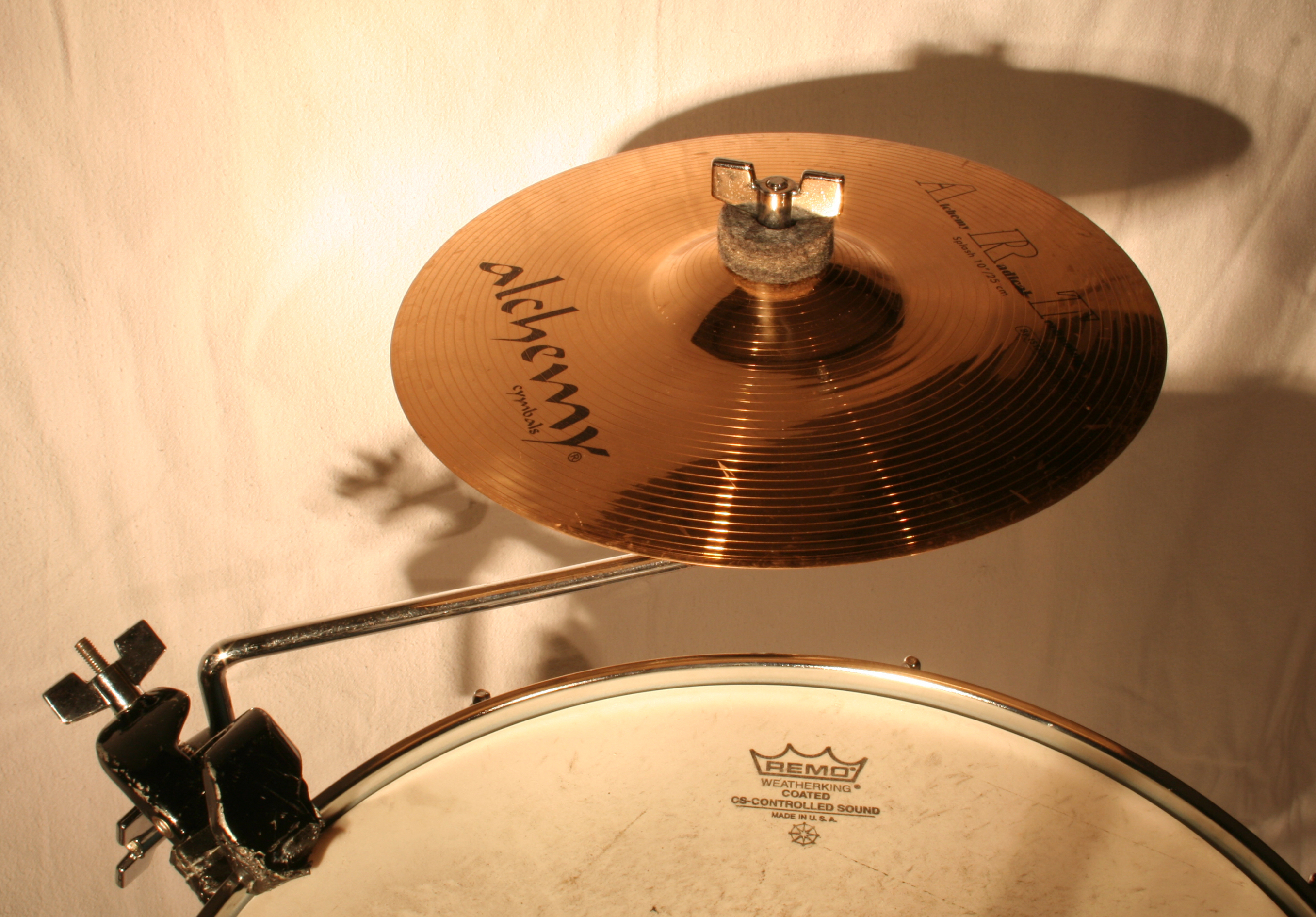
سنج اسپلش
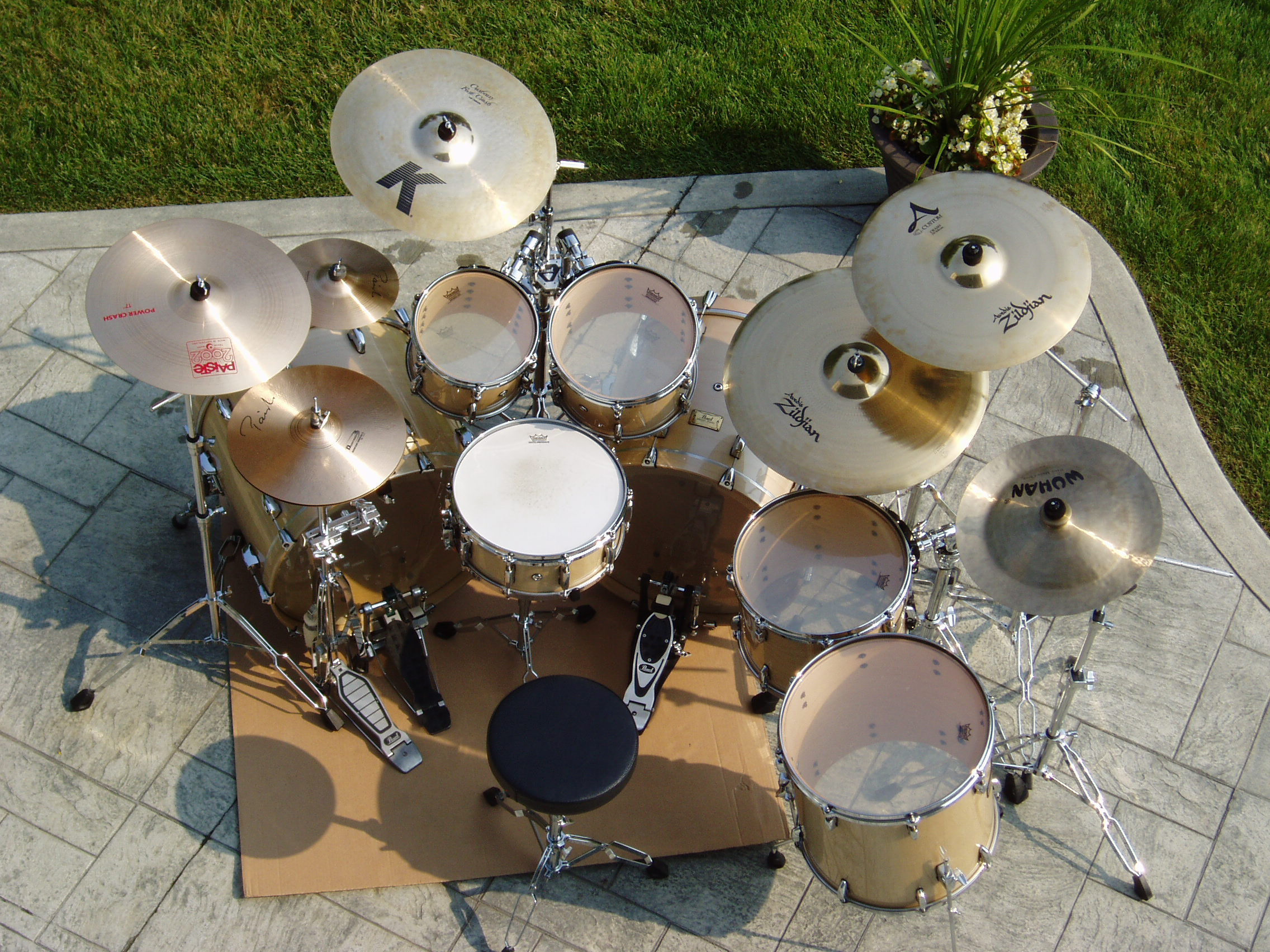
درام ست
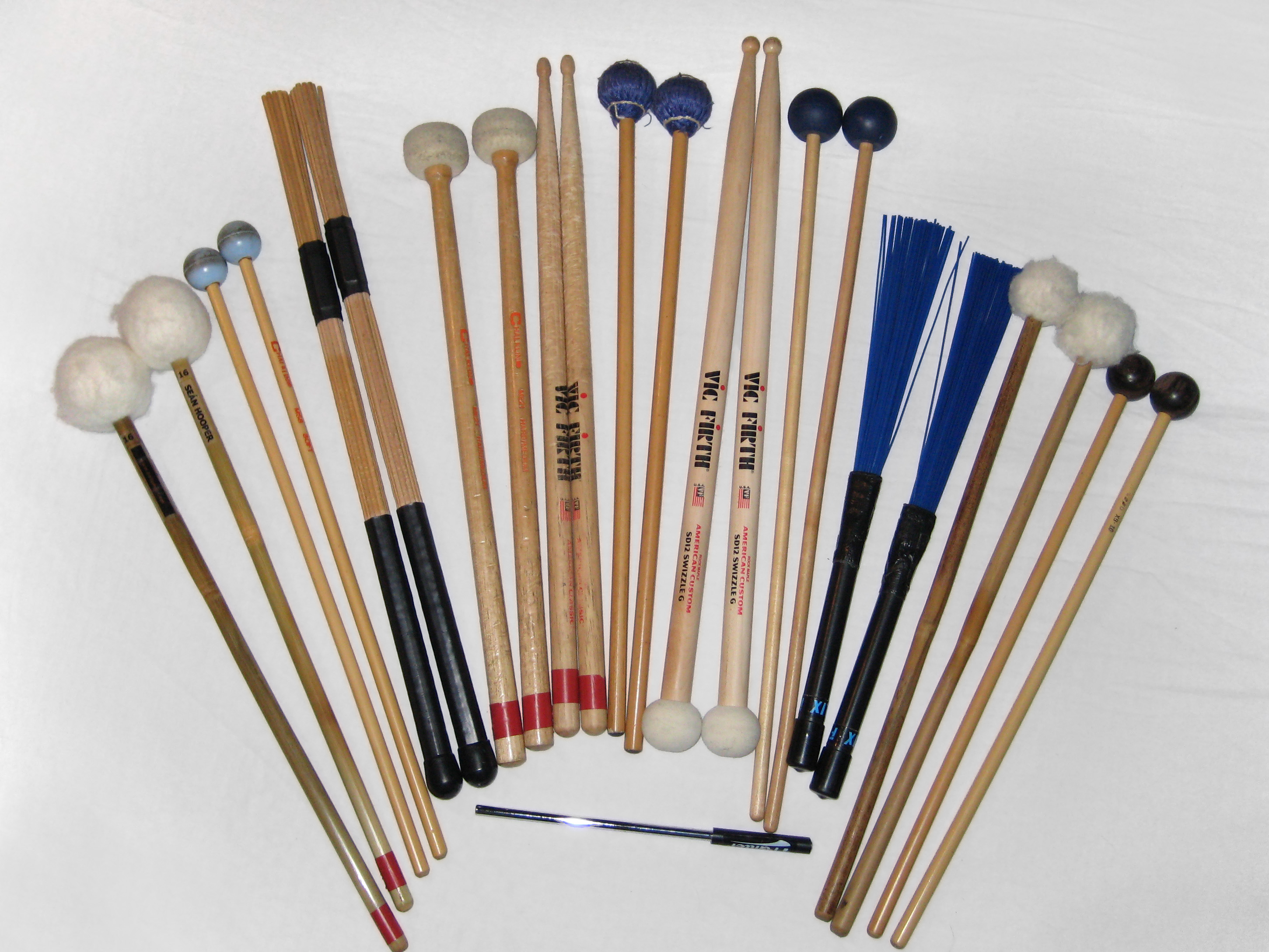
ابزارها